# Love Hina
Love Hina (ラブ ひな Rabu Hina) er en en manga skrevet og illustreret af Ken Akamatsu.
Serien handler om Keitaro, som dumper for anden anden gang til optagelsesprøvet til Todai. Han er blevet sparket ud hjemmefra, og hvad skal han så gøre? Heldet smiler til ham – hans bedstemor er taget på en jordomrejse, og hun har gjort ham til bestyrer til Hinata House. Men han er derfor ikke klar over, at der er tale om et rent pigepensionat! Huset beboere hedder Naru, Mokoto, Shinobu, Su Kaolla og Kitsune(Mitsune), der hver har deres personlighed. 
Keitaro står nu over for sit livs prøve, og får meget tæsk på vejen. Kan han overleve at bo sammen med en sværdfægter, to mester sparkere og den drikkende Kitsune? Og hvad sker der når hans gamle veninde fra børnehaven kommer? Læs hans historie og find ud af det.
Der er 14 bind i serien, der oprindelig udkom 1998-2001. På dansk er de udgivet af Forlaget Carlsen 2004-2006.

## Anime
I 2000 blev der lavet anime-serie på 25 afsnit med Love Hina. Det sidste afsnit var tænkt som begyndelsen på sæson 2, men produktionsselskabet løb tør for penge. Til gengæld blev der efterfølgende lavet en julespecial, en forårsspecial og en miniserie Love Hina Again på tre afsnit.
Serien og de to specials er udgivet på DVD med danske undertekster.